# Жирье
Жирье (хорв. Žirje) — остров в Адриатическом море у центральной части побережья Хорватии, к юго-западу от города Шибеник.

## География

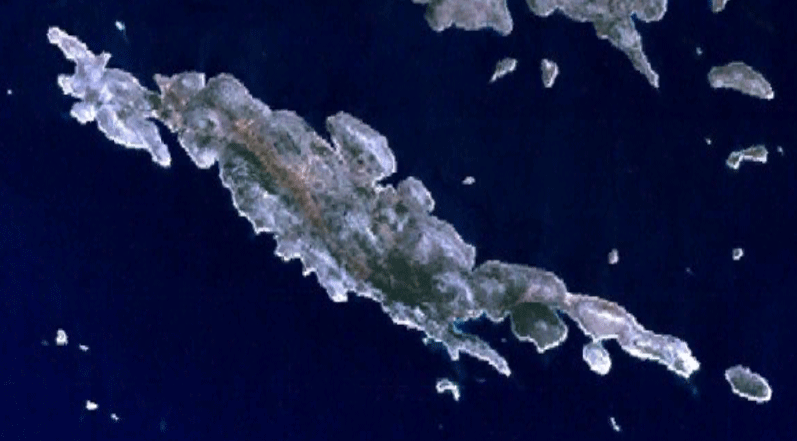
Вид со спутника

Площадь острова — 15,06 км², население — 124 человека (2001 г.). Наивысшая точка острова Жирье — 134 м, длина береговой линии — 39,2 км. Остров состоит из двух известняковых гряд, частично покрытых маквисами, между которыми лежит долина с плодородной почвой. Жирье — крупнейший из островов Шибеникского архипелага и наиболее удалённый от берега из них. На северо-восток от Жирье лежит другой остров этого архипелага — Каприе, на север — остров Муртер, на северо-запад — архипелаг Корнаты.
На побережье расположена пристань, связанная с Шибеником регулярными паромными рейсами. Единственная дорога на острове соединяет пристань и посёлок Жирье.

## История
На острове существовала византийская крепость, построенная в VI веке. Сохранились остатки оборонительных сооружений XII и XIII веков.

## Население
Население острова по данным переписи населения 2001 года составляет 124 человека, все они живут в одноимённом с островом посёлке, находящемся во внутренней части острова. Жители заняты сельским хозяйством (главные культуры — виноград и оливки) и рыболовством.

## Внешние ссылки и источники
- Сайт острова. Архивировано из оригинала 29 сентября 2007 года.
- Центральное бюро статистики Хорватии